# Neurastenia
La neurastenia, en psiquiatría, es un trastorno neurótico caracterizado por un cansancio inexplicable que aparece después de realizar un esfuerzo mental o físico. Suele tener como consecuencia una disminución en la eficiencia para realizar o resolver tareas cotidianas y, si se mantiene el trastorno durante un tiempo prolongado, puede llegar a causar trastornos depresivos o de ansiedad.

## Diagnóstico
Como rasgos característicos destacan una sensación de debilidad, agotamiento corporal y físico (astenia) tras realizar esfuerzos (mentales o físicos) mínimos y puede acompañarse con dolores o molestias musculares, incapacidad para relajarse, vértigo o sensación de inestabilidad. Suele aparecer también irritabilidad, anhedonia, y, de forma variable, estados de ánimo ansioso y depresivo. Con frecuencia aparecen alteraciones del sueño como insomnio, somnolencia o hipersomnia.
Para realizar un diagnóstico definitivo de neurastenia será preciso que el sujeto se queje de cansancio progresivo tras un esfuerzo mental, quejas continuas de debilidad física y agotamiento tras esfuerzos mínimos y que presente dos o más de los siguientes síntomas determinados por el CIE-10:
1. Cefaleas de tensión
2. Dispepsia
3. Incapacidad para relajarse
4. Irritabilidad
5. Mareos
6. Sensación de dolor y molestias musculares
7. Trastornos del sueño

Además, puede presentar síntomas vegetativos o depresivos que no son lo suficientemente persistentes o graves como para determinar que sea un trastorno específico de depresión o ansiedad.

## Curiosidad
Este síndrome formó parte de la iconografía de los años 1960, cuando numerosas canciones de la época incorporan el término entre sus versos. En la actualidad, para realizar un diagnóstico de neurastenia se realizará tras descartar la presencia de trastornos depresivo y de ansiedad.
En 1856, el escritor cántabro José María de Pereda padeció esta enfermedad que lo dejó postrado y obligó a su familia a enviarlo a Andalucía, donde permaneció una parte del año 1857. 
Otro autor que era internado frecuentemente por episodios depresivos fue Juan Ramón Jiménez (Nobel de Literatura en 1956) quien, según Ian Gibson, era neurasténico por culpa de tomar el tónico de Lauchlin Roce.